# 13 Tauri
13 Tauri är en blåvit stjärna i huvudserien i Oxens stjärnbild.
13 Tau har visuell magnitud +5,69 och befinner sig på ett avstånd av ungefär 540 ljusår.